# Orthosia contacta
Orthosia contacta là một loài bướm đêm trong họ Noctuidae.